# El Cairat d'Aiguanegra
El Cairat d'Aiguanegra és una obra de Sant Joan les Fonts (Garrotxa) inclosa a l'Inventari del Patrimoni Arquitectònic de Catalunya.

## Descripció
És una masia que forma part de la propietat del casal d'Aiguanegra. És de planta rectangular i te teulat a dues aigües amb els vessants vers les façanes laterals; està sostingut per bigues de fusta, cairats, llatesi les teules col·locades a salt de garça.
Disposa de baixos amb les corts dels animals i petites obertures per a la ventilació; planta - habitatge amb escala exterior de pedra i golfes. El Cairat va ser bastit amb pedra poc escairada llevat de les cantoneres i de les que formen algunes de les obertures. La llinda de la porta principal té la següent inscripció: "M E F E C I T G I L T O R R A S", "Y A I G U A N E G R A" i "A N Y 1 8 0 7".